# ولیکا کروشویکا (کروشوک)
ولیکا کروشویکا (کروشوک) (به لاتین: Velika Kruševica (Kruševac)}} یک عوارض جغرافیایی در صربستان است که در Rasina District واقع شده‌است.

## خصوصیات
ولیکا کروشویکا ۸۰۶ نفر جمعیت دارد.